# Jean Thaler
Jean Thaler est un chevalier autrichien – « miles de Austria » – mort et inhumé à Strasbourg en 1356.

## Biographie
Selon Louis Schneegans (1842), le chevalier se serait fixé à Strasbourg, car des titres conservés aux archives de l'église Saint-Thomas de Strasbourg établissent que ses filles sont entrées en relation avec le chapitre après sa mort. Par ailleurs les archives de la ville font état d'un certain Jean Taler, prêtre, qui vivait en 1375 et qui pourrait avoir été le fils du chevalier.
Cependant, selon Charles Schmidt (1860), la famille de ce chevalier Thaler ne devrait pas être confondue avec la famille du bourgeois Taler de Strasbourg.

## Dalle funéraire
L'église Saint-Thomas de Strasbourg abrite sa pierre tombale en grès jaune, dans le croisillon nord du transept, à droite du monument funéraire du professeur Jean-Frédéric Bruch. Les dimensions de la dalle sont les suivantes : hauteur, 1,75 m ; largeur, 0,68 m. Selon Schmidt, il y est représenté « en ronde-bosse et assez grossièrement, dans le costume d'un guerrier du temps, le manteau sur l'épaule, le casque en tête, l'écu suspendu au ceinturon, les pieds reposant sur un lion ». Plusieurs autres sources avancent que l'animal serait un chien, « symbole de fidélité ». À l'origine, les armes de Thaler étaient sculptées sur l'écusson, mais elles ont été enlevées à coups de marteau pendant la Terreur. 
La pierre comporte cette inscription latine en lettres onciales :

« Anno Domini MCCCLVI. IIII idus augusti obiit dominus

Johannes dictus Thaler miles de Austria. Orate pro eo »